# Концепция базовой и модальной личности
Концепция базовой и модальной личности — один из подходов научной школы «Культура и личность» в психологической антропологии первой половины XX века. Основателями данной концепции считаются А. Кардинер, Р.Линтон и К.Дюбуа. Приверженцы этой концепции устанавливают взаимосвязь между личностью и культурой/общностью, членом которой она является. Следует различать понятие «Базовая личность» и «Модальная личность». Базовая личность представляет собой совокупность личностных характеристик, присущих людям одной культуры, в то время как Модальная личность — совокупность личностных черт, наиболее типичных для одной общности.

## История развития концепции

### Абрам Кардинер
Американский антрополог и психоаналитик Абрам Кардинер (1891-1981) критиковал подход конфигурационалистов, которые считали, что культура может быть определена через систему общих идей и убеждений её членов, как слишком широкий и выдвинул собственную теорию о базовой структуре личности. По Кардинеру, базовая личность является главной личностной структурой, которую формирует данная культура. Базовая личность включает в себя совокупность склонностей, представлений и особенности межличностных отношений, иными словами, все то, что помогает индивиду достичь стабильности и удовлетворенности в окружающей его среде, а также максимально быстро адаптироваться к особенностям данной культуры. В рамках данной теории он разделяет первичные и вторичные общественные институции, влияющие на формирование базовой личности определенной культуры. Первичные институции — те, которые производят базовую структуру личности (семья, место проживания, социальное происхождение), вторичные — те, которые являются продуктом самой базовой личности (фольклор, религия, мифология). Будучи прямым последователем Фрейда, Кардинер уделял особенное внимание изучению влияния методов ухода за младенцами в данной культуре на формирование базовой структуры личности, относя их к первичным институциям. Однако Кардинер применял свою теорию лишь к относительно изолированным племенам: так в работе "Психологические границы общества " это были культуры Команчи, Алор и Пленвиль , а в "Индивидууме и его обществе " — культуры Тробрианд, Квакиутл, Цуни, Алор и Эскимосов . Поэтому теория базовой структуры личности не может быть применима к более современным культурам, что признавал и сам Кардинер.

### Ральф Линтон
Преобразовать и дополнить теорию Кардинера взялся ее сооснователь и соавтор «Индивидуума и общества», другой американский антрополог, Р.Линтон (1893-1953). Он стремился установить для каждой культуры соответствующую базовую личность. Однако ввиду непригодности этой теории для крупных современных культур, он перешел к более эмпирическому понятию «Модальная личность», которое отражает наиболее распространённый тип личности в данной общности. В отличие от базовой личности, понятие модальной личности описывает не общие особенности всех членов общности, а лишь присущие ее большинству характеристики. Что также важно, Линтон рассматривает именно общности, а не культуры, так как это понятие больше соответствует современным обществам, которые могут включать в себя несколько культур.

### Кора Дюбуа
Последовательница Кардинера Кора Дюбуа (р.1903) также ввела в свою работу понятие «модальной личности». Ее опыт работы в качестве этнографа и психолога помогли ей в разработках концепции. Она предполагала, что в конкретном обществе часто возникает определенная структура личности, но она необязательно общая для всех членов этого общества. Она применяет целый ряд подходов в своих работах, такие как включенное наблюдение, проективные тесты (Роршаха, ТАТ и т. д.) и личные биографии.

## Методология
- Проективные тесты — это тесты, которые имеют неоднозначное толкование, и возможность измерить ответ человека только в сравнении с другими ответами, что приводит к необходимости использования множества статистических данных, чтобы сделать какие-то определенные выводы. Одним из распространенных тестов является тест Роршаха. Также часто используется Тематический апперцептивный тест;

- Включенное наблюдение  — метод, который позволяет изучить индивида в его естественной среде;

- Биографии. Исследователь записывает личный опыт отдельного индивида на протяжении всей его жизни;

- Клинические интервью

## Влияние на последующие исследования
Концепция модальной личности впоследствии вылилась в исследования национального характера, то есть особенности и уникальные характеристики данной этнической группы. Национальный характер уже определяется несколькими типовыми модальными личностями. Так, в 1969 году вышла большая статья А. Инкелеса и Д. Левинсона «Национальный характер: исследование модальной личности» , в которой на каждую модальную личность приходится по 10-30 %. Понятие модальной личности более статистическое, поэтому оно позволяет описать характеристики не только этнических групп, но также и религиозных, профессиональных и т. д.
Кроме того, немаловажный аспект изучения детства, проводимого М. Мид и А. Кардинером, переросло в исследования инкультурации. Термин инкультурация ввел в 1949 году М. Херсковиц, подразумевая под «энкультурацией» наделение личности нормами культуры и всем ее багажом, происходящее главным образом в детстве. Это аналог социализации (усвоение социальных правил поведения), но с акцентом на культурное наследие. Сюда входит обучение и все воспитание и еще шире — все освоение разных сфер культуры в результате жизненного опыта.
В 1953 году Дж. Уайтингом и И. Чайлдом была издана работа «Воспитание детей и личность: межкультурное исследование». Они пересмотрели концепцию А. Кардинера: первичные институции они заменили «системами обеспечения» и «практическими шагами воспитания детей». Также Дж. Уайтинг в 1961 написал статью «Процесс социализации и личность», в которой составил сводку гипотез о влиянии детского воспитания на поведение индивида в зрелом состоянии. Это исследование было также вдохновлено работами Кардинера. А в 1954 году Джон Уайтинг и его жена Беатриса начали большой проект, в котором подверглись глубокому изучению и сравнительному анализу поведение, взаимодействия и условия воспитания детей из 6 стран: Японии, Филиппин, Индии, Кении, Мексики и небольшого американского города. Результаты этого исследования были собраны в книге «Дети шести культур: исследования воспитания детей» (1963), а также в книге супругов Уайтинг «Дети шести культур: психокультурный анализ»